# هیپ تای لو
هیپ تای لو (به انگلیسی: Hiep Thi Le) (زاده ۳۰ نوامبر ۱۹۶۹ - درگذشته ۱۹ دسامبر ۲۰۱۷) بازیگر ویتنامی-آمریکایی بود.
از فیلم‌های معروف او می‌توان به بازی در فیلم اژدهای سبز اشاره کرد.